# Destruction
Destruction er en af De Endeløse, en gruppe af fiktive superhelte fra Neil Gaimans tegneserier The Sandman.
Han er den fjerdeældste af De Endeløse, og afbilledes som en stor, rødhåret, skægget mand, der kunne minde om skuespilleren Brian Blessed; Gaiman har nævnt at han ønsker Blessed til rollen som Destruction, hvis der skal udgives en Sandman-film.